# 陳璋 (明鄭)
陳璋，明末廣東惠州府海豐人，為鄭成功的部將。
從圍南京，自正領兵左虎衛鎮後協遷殿兵鎮，與蔡祿屯兵雲霄，子陳啟明。